# 朱鞠内道立自然公園
朱鞠内道立自然公園（しゅまりないどうりつしぜんこうえん）は、北海道雨竜郡幌加内町、士別市、天塩郡遠別町、苫前郡羽幌町にある自然公園（都道府県立自然公園）。

## 概要
公園は、ダムによって堰き止められて形成した朱鞠内湖や宇津内湖、ウツナイ川の湖沼地域、天塩山地最高峰のピッシリ山を中心とする山岳地域に分けられる。朱鞠内湖は雨竜川の上流に建設した雨竜第一ダムによる人造湖であり、常時満水位までの面積（湛水面積）2,373 haは人造湖として日本国内最大になっており、周囲約40 km、水深約40 mある。岬角、湾入などの変化に富み、大小の島々が浮かんでいる。宇津内湖もウツナイ川の下流部が雨竜第二ダムによって堰き止められた人造湖である。これら湖沼は、支流の多い河谷が深く水没したために形成したものであり、他の北海道内の自然湖や人造湖では見ることのできない特殊な地形・景観になっている。

## 自然
公園周辺は北海道大学の雨龍研究林（演習林）になっており、ダム建設用地を売却している。湖沼の周囲にはミズナラ、ハルニレ、オヒョウ、イタヤカエデなどの広葉樹を主とし、トドマツなどの針葉樹が混交している。朱鞠内湖にはイトウ、アメマス、ワカサギなどが生息している。標高1,031.5 mのピッシリ山は高地が集塊岩によって形成しており、標高600 m付近からダケカンバが多く現れるが、標高700 mを越えるとダケカンバの疎林を主とした更新困難地になる。標高1,000 m 付近の岩礫地になるとハイマツに混じりキバナシャクナゲ、コケモモ、マルバシモツケなどの高山植物を見ることができる。

## 景勝地
- 朱鞠内湖
- 朱鞠内湖畔キャンプ場
- 宇津内湖
- ピッシリ山

## 参考資料
- “朱鞠内道立自然公園管理指針” (PDF).  北海道 (2001年). 2017年2月11日閲覧。